# ㅡ

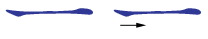
筆順

ㅡは、ハングルを構成する母音字母のひとつ。呼称はウ（으）。23番目の字母（『訓蒙字会』以降は母音字母としては9番目、『訓民正音』当時は「天地人」の「地」を表し「ㆍ」に次ぐ2番目）である。始めから終わりまで音色の変わらない単母音を表す。

## 音声
音素は /ɯ/（文化語では /ʊ/ ）で表される。/ㅣ/ [i]の唇の構えと舌の高さから、舌を後ろに引いた非円唇後舌狭母音[ɯ]のやや中舌[ɨ]よりで発音される。簡略音声記号では[ɯ]が使われることが多い。/ㅜ/の唇が丸みを帯びているのに対して唇が平坦な形で発音される。外来語の音訳では、後ろに母音を伴わない子音を終声子音で表せない場合、この母音で補う。（例:Christmas→크리스마스）
日本語をハングル表記する際、他のウ段の場合母音字母はㅜになるが、「す」「つ」「ず（づ）」はこの字母を用い、「스」「쓰」「즈」とするのが一般的である（ただし、「す」については稀に「수」を用いることがある）。中国語のハングル表記では、z,c,s,zh,ch,sh,rに続くi（子音のそのままの舌の構えで出される母音[z̩]）に使われる。（例：四川/Sichuan→쓰촨）

## 沿革
『訓民正音』の中声字においてその平坦な字形は地を象ったものとされ、地を表す陰母音の基本字である。世宗序では「如即字中聲」と規定されている。
その名称は『訓蒙字会』（1527年）でウ（応응の終声を除いた発音）とされた。

## 造字
中性母音の字母と組み合わさってㅢ [ɰi]が作られる（ㅡ + ㅣ）。
この字母は造字の基本となる天・地・人を表す3つの基本字の一つでもあり、天を象る「ㆍ」との組み合わせで基本字母の ㅗ ㅛ ㅜ 
ㅠが作られる。ㆍがこの字母より上に位置すれば陽母音を、下に位置すれば陰母音を表す。

## ラテン文字転写
文化観光部2000年式ではeu、マッキューン＝ライシャワー式ではŭと表記される。

## 文字コード
| 名称                | 種類   | コード | HTML実体参照コード | 表示 |
| HANGUL LETTER EU    | 単体字 | U+3161 | &#12641;           | ㅡ   |
| HANGUL JUNGSEONG EU | 中声用 | U+1173 | &#4467;            | ᅳ     |